# Holtz, Luxemburg
Holtz är en ort i Luxemburg.   Den ligger i distriktet Diekirch, i den västra delen av landet, 30 kilometer nordväst om huvudstaden Luxemburg. Holtz ligger 463 meter över havet och antalet invånare är 196.
Terrängen runt Holtz är huvudsakligen platt, men österut är den kuperad.  Närmaste större samhälle är Steinfort, 18,6 kilometer sydost om Holtz. 
Omgivningarna runt Holtz är en mosaik av jordbruksmark och naturlig växtlighet. Runt Holtz är det ganska tätbefolkat, med 129 invånare per kvadratkilometer.